# قصر القسطنطينية الكبير
قصر القسطنطينية الكبير هو القصر الإمبراطوري الذي استقر به الأباطرة البيزنطيين، بني من قبل الإمبراطور قسطنطين العظيم، كان يقع جنوب شرق المدينة على الساحل، يتواجد اليوم في منطقة الفاتح، هدم بعد دخول العثمانيين للمدينة، تم تحويله إلى متحف للموزاييك البيزنطي.